# Columbus Fury 2025
Questa voce raccoglie le informazioni riguardanti le Columbus Fury nelle competizioni ufficiali della stagione 2024-2025.

## Stagione
Le Columbus Fury partecipano alla stagione 2024-25 senza alcuna denominazione sponsorizzata.
Si classificano al ottavo posto nella regular season di PVF, mancando la qualificazione ai play-off scudetto.

## Organigramma societario
Area direttiva
- Presidente: Jeff Gilger, Beth Gilger, Joe Burrow, Jim Burrow, Robin Burrow

Area tecnica
- Allenatore: Ángel Pérez
- Assistente allenatore: Carlos Cardona, Jose Figueroa

## Rosa
| N° | Nome               | Ruolo | Data di nascita   | Nazionalità sportiva |
| -- | ------------------ | ----- | ----------------- | -------------------- |
| 2  | Izabella Rapacz    | O     | 25 settembre 1995 | Stati Uniti          |
| 5  | Wilmarie Rivera    | P     | 14 febbraio 1997  | Porto Rico           |
| 7  | Mary Georgiades    | L     | 28 maggio 2002    | Stati Uniti          |
| 8  | Kaylee Cox         | S     | 19 novembre 2002  | Stati Uniti          |
| 10 | Jillian Gillen     | S     | -                 | Stati Uniti          |
| 11 | Beta Dumančić      | C     | 20 marzo 1991     | Croazia              |
| 12 | Victoria Dilfer    | P     | 26 febbraio 1999  | Stati Uniti          |
| 13 | Ashley Wenz        | O     | 11 giugno 1996    | Stati Uniti          |
| 14 | Janice Leao        | C     | 17 gennaio 2001   | Stati Uniti          |
| 15 | Nootsara Tomkom    | P     | 7 luglio 1985     | Thailandia           |
| 16 | Raina Terry        | S     | -                 | Stati Uniti          |
| 17 | Megan Courtney     | S     | 27 ottobre 1993   | Stati Uniti          |
| 18 | Kaley Rammelsberg  | C     | 28 agosto 2000    | Stati Uniti          |
| 20 | Paula Cerame       | L     | 23 agosto 2000    | Porto Rico           |
| 24 | Abby Walker        | C     | 25 giugno 2003    | Stati Uniti          |
| 30 | Morgan Lewis       | O     | -                 | Stati Uniti          |
| -  | Jaidyn Blanchfield | S     | 10 gennaio 1995   | Stati Uniti          |

      Riserva infortunata

## Mercato
| Acquisti                               | Acquisti           | Acquisti           | Acquisti   |
| R.                                     | Nome               | da                 | Modalità   |
| -------------------------------------- | ------------------ | ------------------ | ---------- |
| L                                      | Paula Cerame       | Orlando Valkyries  | definitivo |
| S                                      | Kaylee Cox         | Western Kentucky   | definitivo |
| C                                      | Beta Dumančić      | Arīs Salonicco     | definitivo |
| L                                      | Mary Georgiades    | Houston            | definitivo |
| S                                      | Jillian Gillen     | Orlando Valkyries  | definitivo |
| C                                      | Janice Leao        | Criollas de Caguas | definitivo |
| O                                      | Morgan Lewis       | San Diego Mojo     | definitivo |
| C                                      | Kaley Rammelsberg  | LiigaPloki         | definitivo |
| O                                      | Izabella Rapacz    | Shenzhen           | definitivo |
| P                                      | Wilmarie Rivera    | Orlando Valkyries  | definitivo |
| S                                      | Raina Terry        | Illinois           | definitivo |
| C                                      | Abby Walker        | Cincinnati         | definitivo |
| Trasferimenti nel corso della stagione |                    |                    |            |
| S                                      | Jaidyn Blanchfield | Wiesbaden          | definitivo |
| P                                      | Nootsara Tomkom    | Athletes Unlimited | definitivo |

| Cessioni                               | Cessioni           | Cessioni           | Cessioni   |
| R.                                     | Nome               | a                  | Modalità   |
| -------------------------------------- | ------------------ | ------------------ | ---------- |
| S                                      | Michelle Bartsch   | -                  | ritirata   |
| S                                      | Reagan Cooper      | Omaha Supernovas   | definitivo |
| O                                      | Samantha Drechsel  | -                  | ritirata   |
| C                                      | Kaitlyn Hord       | Omaha Supernovas   | definitivo |
| C                                      | Rainelle Jones     | San Diego Mojo     | definitivo |
| O                                      | Kendall Kipp       | VakıfBank          | definitivo |
| L                                      | Valeria León       | Grand Rapids Rise  | definitivo |
| S                                      | Jenaisya Moore     | San Diego Mojo     | definitivo |
| S                                      | Ivania Ortiz       | Criollas de Caguas | definitivo |
| O                                      | Nikoleta Perović   | TED Ankara         | definitivo |
| C                                      | Jenna Rosenthal    | Athletes Unlimited | definitivo |
| P                                      | Raymariely Santos  | Criollas de Caguas | definitivo |
| Trasferimenti nel corso della stagione |                    |                    |            |
| S                                      | Jaidyn Blanchfield | -                  | svincolata |

## Risultati

### PVF

#### Regular season
| 11 gennaio 2025 Nationwide Arena, Columbus             | Columbus Fury     | 1 - 3 | San Diego Mojo    | 18-25, 25-21, 19-25, 22-25        |
| 16 gennaio 2025 Gas South Arena, Duluth                | Atlanta Vibe      | 3 - 2 | Columbus Fury     | 25-23, 19-25, 25-18, 22-25, 16-14 |
| 18 gennaio 2025 Nationwide Arena, Columbus             | Columbus Fury     | 2 - 3 | Indy Ignite       | 18-25, 30-32, 25-19, 25-22, 11-15 |
| 24 gennaio 2025 Nationwide Arena, Columbus             | Columbus Fury     | 0 - 3 | Omaha Supernovas  | 17-25, 15-25, 19-25               |
| 26 gennaio 2025 Nationwide Arena, Columbus             | Columbus Fury     | 2 - 3 | Grand Rapids Rise | 25-19, 25-18, 19-25, 14-25, 12-15 |
| 31 gennaio 2025 CHI Health Center Omaha, Omaha         | Omaha Supernovas  | 3 - 0 | Columbus Fury     | 25-21, 25-18, 25-17               |
| 2 febbraio 2025 Fishers Event Center, Fishers          | Indy Ignite       | 3 - 0 | Columbus Fury     | 25-20, 25-20, 25-17               |
| 7 febbraio 2025 Nationwide Arena, Columbus             | Columbus Fury     | 3 - 2 | Grand Rapids Rise | 21-25, 25-21, 26-24, 22-25, 15-8  |
| 12 febbraio 2025 Nationwide Arena, Columbus            | Columbus Fury     | 1 - 3 | Orlando Valkyries | 25-15, 24-26, 18-25, 20-25        |
| 17 febbraio 2025 Nationwide Arena, Columbus            | Columbus Fury     | 3 - 1 | Vegas Thrill      | 25-20, 25-20, 22-25, 25-21        |
| 2 febbraio 2025 Van Andel Arena, Grand Rapids          | Grand Rapids Rise | 2 - 3 | Columbus Fury     | 25-16, 25-27, 25-22, 22-25, 13-15 |
| 23 febbraio 2025 Nationwide Arena, Columbus            | Columbus Fury     | 3 - 0 | Atlanta Vibe      | 25-19, 25-20, 25-23               |
| 1º marzo 2025 Viejas Arena, San Diego                  | San Diego Mojo    | 3 - 1 | Columbus Fury     | 20-25, 25-16, 25-15, 25-22        |
| 5 marzo 2025 Nationwide Arena, Columbus                | Columbus Fury     | 0 - 3 | Omaha Supernovas  | 17-25, 17-25, 23-25               |
| 9 marzo 2025 Addition Financial Arena, Orlando         | Orlando Valkyries | 3 - 1 | Columbus Fury     | 25-27, 25-21, 25-18, 25-21        |
| 14 marzo 2025 Nationwide Arena, Columbus               | Columbus Fury     | 3 - 0 | Vegas Thrill      | 25-22, 25-21, 25-23               |
| 2 marzo 2025 Fishers Event Center, Fishers             | Indy Ignite       | 3 - 2 | Columbus Fury     | 25-21, 25-16, 26-28, 24-26, 15-13 |
| 23 marzo 2025 Nationwide Arena, Columbus               | Columbus Fury     | 0 - 3 | Atlanta Vibe      | 19-25, 15-25, 20-25               |
| 28 marzo 2025 Van Andel Arena, Grand Rapids            | Grand Rapids Rise | 3 - 2 | Columbus Fury     | 22-25, 25-23, 25-22, 22-25, 15-13 |
| 3 marzo 2025 Georgia State Convocation Center, Atlanta | Atlanta Vibe      | 3 - 0 | Columbus Fury     | 25-18, 25-17, 25-18               |
| 5 aprile 2025 Nationwide Arena, Columbus               | Columbus Fury     | 3 - 1 | Indy Ignite       | 25-21, 25-20, 21-25, 25-23        |
| 13 aprile 2025 Lee's Family Forum, Henderson           | Vegas Thrill      | 0 - 3 | Columbus Fury     | 20-25, 23-25, 21-25               |
| 16 aprile 2025 Nationwide Arena, Columbus              | Columbus Fury     | 3 - 1 | San Diego Mojo    | 25-22, 25-20, 22-25, 25-19        |
| 18 aprile 2025 Nationwide Arena, Columbus              | Columbus Fury     | 0 - 3 | Orlando Valkyries | 17-25, 18-25, 17-25               |
| 25 aprile 2025 CHI Health Center Omaha, Omaha          | Omaha Supernovas  | 3 - 2 | Columbus Fury     | 21-25, 25-20, 26-24, 23-25, 15-9  |
| 27 aprile 2025 Addition Financial Arena, Orlando       | Orlando Valkyries | 3 - 1 | Columbus Fury     | 22-25, 29-27, 25-22, 25-18        |
| 1º maggio 2025 Viejas Arena, San Diego                 | San Diego Mojo    | 3 - 0 | Columbus Fury     | 25-21, 25-21, 25-20               |
| 4 maggio 2025 Lee's Family Forum, Henderson            | Vegas Thrill      | 2 - 3 | Columbus Fury     | 25-23, 22-25, 16-25, 25-18, 5-15  |

## Statistiche

### Statistiche di squadra
| Competizione | Punti | In casa | In casa | In casa | In trasferta | In trasferta | In trasferta | Totale | Totale | Totale |
| Competizione | Punti | G       | V       | P       | G            | V            | P            | G      | V      | P      |
| ------------ | ----- | ------- | ------- | ------- | ------------ | ------------ | ------------ | ------ | ------ | ------ |
| PVF          | 30    | 14      | 6       | 8       | 14           | 3            | 11           | 28     | 9      | 19     |
| Totale       | -     | 14      | 6       | 8       | 14           | 3            | 11           | 28     | 9      | 19     |

### Statistiche dei giocatori
| Giocatrice     | PVF | PVF | PVF | PVF | PVF | Totale | Totale | Totale | Totale | Totale |
| Giocatrice     | P   | PT  | AV  | MV  | BV  | P      | PT     | AV     | MV     | BV     |
| -------------- | --- | --- | --- | --- | --- | ------ | ------ | ------ | ------ | ------ |
| J. Blanchfield | -   | -   | -   | -   | -   | -      | -      | -      | -      | -      |
| P. Cerame      | 21  | 1   | 0   | 0   | 1   | 21     | 1      | 0      | 0      | 1      |
| M. Courtney    | 24  | 194 | 163 | 22  | 9   | 24     | 194    | 163    | 22     | 9      |
| K. Cox         | 26  | 250 | 204 | 37  | 9   | 26     | 250    | 204    | 37     | 9      |
| V. Dilfer      | 17  | 15  | 7   | 3   | 5   | 17     | 15     | 7      | 3      | 5      |
| B. Dumančić    | 6   | 18  | 13  | 3   | 2   | 6      | 18     | 13     | 3      | 2      |
| M. Georgiades  | 17  | 0   | 0   | 0   | 0   | 17     | 0      | 0      | 0      | 0      |
| J. Gillen      | 19  | 59  | 49  | 5   | 5   | 19     | 59     | 49     | 5      | 5      |
| J. Leao        | 19  | 78  | 38  | 35  | 5   | 19     | 78     | 38     | 35     | 5      |
| M. Lewis       | 26  | 134 | 109 | 20  | 5   | 26     | 134    | 109    | 20     | 5      |
| K. Rammelsberg | 24  | 140 | 99  | 26  | 15  | 24     | 140    | 99     | 26     | 15     |
| I. Rapacz      | 26  | 370 | 331 | 36  | 3   | 26     | 370    | 331    | 36     | 3      |
| W. Rivera      | 27  | 35  | 12  | 6   | 17  | 27     | 35     | 12     | 6      | 17     |
| R. Terry       | 23  | 236 | 194 | 32  | 10  | 23     | 236    | 194    | 32     | 10     |
| N. Tomkom      | 11  | 6   | 2   | 0   | 4   | 11     | 6      | 2      | 0      | 4      |
| A. Walker      | 28  | 182 | 138 | 38  | 6   | 28     | 182    | 138    | 38     | 6      |
| A. Wenz        | 6   | 0   | 0   | 0   | 0   | 6      | 0      | 0      | 0      | 0      |

P = presenze; PT = punti totali; AV = attacchi vincenti; MV = muri vincenti; BV = battute vincenti